# Museo diocesano di Aversa
Il Museo diocesano di Aversa è un museo di arte cristiana situato all'interno del duomo di Aversa.

## Descrizione
Costituito nel 1995, conserva il patrimonio artistico liturgico della cattedrale. Il museo contiene argenti sacri del XVII e del XVIII secolo di importanti botteghe napoletane - tra cui quella dei Guarriniello - diversi documenti di epoca normanna, la Madonna con il Gonfalone - tela datata e firmata da Francesco Solimena e considerata un exemplum del pittore di Canale di Serino - nonché alcune tavole della seconda metà del XV secolo di Angiolillo Arcuccio, tra cui il celebre Martirio di San Sebastiano del 1480-1485 circa. Inoltre è presente l'importante lastra marmorea del XI secolo San Giorgio e il drago, tra le poche sculture preromaniche presenti nell'Italia meridionale.
Il percorso espositivo si suddivide in due nuclei, una sezione all'interno del deambulatorio del duomo che espone reperti architettonici, scultorei e liturgici e una seconda sezione nella cappella succursale di Loreto e nel Tesoro Vecchio.